# Пирс, Алек
Алек Пирс (англ. Alec Pierce; 2 мая 2000, Глен-Эллин, Иллинойс) — профессиональный американский футболист, принимающий клуба НФЛ «Индианаполис Колтс». На студенческом уровне выступал за команду университета Цинциннати. На драфте НФЛ 2022 года был выбран во втором раунде.

## Биография
Алекс Пирс родился 2 мая 2000 года в Глен-Эллине в штате Иллинойс. Один из трёх сыновей в семье. Учился в старшей школе Гленбард-Уэст, занимался волейболом, баскетболом и лёгкой атлетикой. В составе футбольной команды играл в нападении и защите, включался в сборную звёзд лиги, признавался её самым ценным игроком. После выпуска получил двадцать предложений спортивной стипендии и выбрал университет Цинциннати.

### Любительская карьера
В футбольном турнире NCAA Пирс дебютировал в 2018 году. Он принял участие в одиннадцати играх сезона, был одним из лидеров специальных команд «Цинциннати». Во время подготовки к Милитари Боулу тренерский штаб также задействовал его как лайнбекера. В сезоне 2019 года он стал одним из основных принимающих команды и сыграл в четырнадцати матчах, набрав 652 ярда. В 2020 году Пирс провёл шесть игр, пропустив часть сезона из-за травмы. Вместе с командой он стал победителем турнира конференции AAC.
В сезоне 2021 года Пирс сыграл четырнадцать матчей, набрав 884 ярда с восемью тачдаунами, и второй раз подряд стал победителем турнира AAC. По итогам сезона его включили во вторую сборную звёзд конференции. В течение трёх сезонов подряд он становился лидером команды по среднему количеству ярдов на приём. Журналист издания The Athletic Брюс Фельдман включил его в свой ежегодный рейтинг самых атлетичных игроков, выходящих на драфт НФЛ. В декабре 2021 года Пирс окончил университет с дипломом бакалавра в области машиностроения.

#### Статистика выступлений в NCAA
| Сезон | Команда             | Игры | Приём | Приём | Приём | Приём | Вынос | Вынос | Вынос | Вынос |
| Сезон | Команда             | Игры | Rec   | Yds   | Y/A   | TD    | Att   | Yds   | Y/A   | TD    |
| ----- | ------------------- | ---- | ----- | ----- | ----- | ----- | ----- | ----- | ----- | ----- |
| 2018  | Цинциннати Беаркэтс | 11   | 0     | 0     | 0,0   | 0     | 0     | 0     | 0,0   | 0     |
| 2019  | Цинциннати Беаркэтс | 14   | 37    | 652   | 17,6  | 2     | 0     | 0     | 0,0   | 0     |
| 2020  | Цинциннати Беаркэтс | 6    | 17    | 315   | 18,5  | 3     | 0     | 0     | 0,0   | 0     |
| 2021  | Цинциннати Беаркэтс | 14   | 52    | 884   | 17,0  | 8     | 0     | 0     | 0,0   | 0     |
| Всего | Всего               | 45   | 106   | 1851  | 17,5  | 13    | 0     | 0     | 0,0   | 0     |

### Профессиональная карьера
Перед драфтом НФЛ 2022 года Пирсу прогнозировали выбор во втором раунде. Аналитик издания Bleacher Report Нейт Тайс характеризовал его как атлетичного и взрывного принимающего, способного сыграть как на краю поля, так и на месте слот-ресивера. К преимуществам Пирса он относил его антропометрические данные, контроль тела, быстроту работы ног, уверенную работу на маршрутах, полезность в роли блокирующего и опыт игры на различных позициях, в том числе в составе специальных команд. Минусами Тайс называл ошибки на некоторых маршрутах с возвращением и временами возникающие проблемы с уходом от захватов.
На драфте Пирс был выбран «Индианаполисом» во втором раунде под общим 53-м номером. В мае 2022 года он подписал с клубом четырёхлетний контракт на общую сумму 6,6 млн долларов. В дебютном сезоне он сыграл в шестнадцати матчах регулярного чемпионата, в том числе в двенадцати в стартовом составе, но выступал нестабильно. Он сделал 41 приём на 593 ярда с двумя тачдаунами, но смог принять только 59,3 % передач, сделанных в его направлении. Главными проблемами Пирса стали неспособность создавать достаточный отрыв от защитников — по данным сервиса Next Gen Stats он составлял в среднем 1,9 ярда — и ошибки на некоторых видах маршрутов.

#### Статистика выступлений в НФЛ

##### Регулярный чемпионат
| Сезон | Команда            | Игры | Приём | Приём | Приём | Приём | Вынос | Вынос | Вынос | Вынос |
| Сезон | Команда            | Игры | Rec   | Yds   | Y/A   | TD    | Att   | Yds   | Y/A   | TD    |
| ----- | ------------------ | ---- | ----- | ----- | ----- | ----- | ----- | ----- | ----- | ----- |
| 2022  | Индианаполис Колтс | 16   | 41    | 593   | 14,5  | 2     | 0     | 0     | 0,0   | 0     |
| Всего | Всего              | 16   | 41    | 593   | 14,5  | 2     | 0     | 0     | 0,0   | 0     |